# فیث گلدی
فیث جولیا گلدی (به انگلیسی: Faith Julia Goldy) (متولد ۸ ژوئن ۱۹۸۹)، که همچنین با نام فیث گلدی بیزوس (به انگلیسی: Faith Goldy-Bazos) شناخته می‌شود، یک مفسر سیاسی راست افراطی کانادایی،  ملی‌گرای سفید، مرتبط با راست‌گرایی آلترناتیو  و برتری سفید است. وی یکی از مشارکت کنندگان در رسانه‌های شورشی بود و در گردهمایی اتحاد راست‌گرایان ۲۰۱۷ در شارلوتزویل، ویرجینیا فعالیت داشت. قرارداد وی در سال ۲۰۱۷ پس از شرکت در پادکست در The Daily Stormer، یک وب سایت نئو نازی، فسخ شد.
گلدی در انتخابات شهردار تورنتو ۲۰۱۸ کاندیدا بود و با کسب ۳٫۴٪ آرا در جایگاه سوم ایستاد. در ۸ آوریل ۲۰۱۹، گلدی از همراهی «افراد و سازمانهایی که نفرت، حمله یا خواستار استثنا کردن دیگران بر اساس آنچه که هستند را گسترش می‌دهند» از حضور در فیس بوک منع شد.

## زندگی و حرفه
گلدی در ۸ ژوئن ۱۹۸۹ متولد شد. وی در کالج هاورگل، یک مدرسه خصوصی K-12 تحصیل کرد و در کالج هورون در دانشگاه وسترن انتاریو تحصیل کرد. وی بعداً در رشته سیاست و تاریخ از کالج ترینیتی در دانشگاه تورنتو فارغ‌التحصیل شد، و در فلسفه، علوم سیاسی و دولت کارشناسی می‌کند. وی همچنین مدرک کارشناسی ارشد سیاست‌های عمومی را در دانشکده سیاست و حاکمیت عمومی دانشگاه تورنتو آغاز کرد. در سال ۲۰۱۲، وی جایزه رهبری دانشجویی گوردون کرسی را از انجمن فارغ التحصیلان دانشگاه تورنتو دریافت کرد.